# Slaget om Tellus
Slaget om Tellus (Space: Above and Beyond) är en amerikansk TV-serie i science fiction-genren, ursprungligen sänd i FOX 24 september 1995-2 juni 1996.

## Handling
År 2063 är jordens resurser knappa och människorna tvingas kolonisera andra världar. 
Cooper Hawkes är en in vitro, en provrörsframställd människa, som har rymt från myndigheterna som framställt honom. Eftersom dessa anses som mindre värda än vanliga människor används de till alla de farliga jobb som inga andra vill utföra. När de förolyckas ersätts de bara med nya.
Cooper fångas av några män som vill lyncha honom men han lyckas slå sig fri men grips istället av polisen. Han åtalas och döms till militärtjänst.
Han hamnar i en grupp med personer som har olika orsaker att söka sig till armén: Nathan West söker efter sin fästmö Kylen som tillsammans men grupp nybyggare blev anfallna av utomjordingar på den planet de skulle kolonisera, Shane Vansen vill ha hämnd för sina föräldrar som mördades av silikater, människoliknande robotar.
Vanessa Damphousse och Paul Wang ingår också i gruppen som leds av överste McQueen, en invtro som mot alla odds lyckas i armén.

### Rollista (urval)
- Morgan Weisser - Nathan West
- Kristen Cloke - Shane Vansen
- Rodney Rowland - Cooper Hawkes
- Lanei Chapman - Vanessa Damphousse
- Joel de la Fuente - Paul Wang
- James Morrison - Överste T.C. McQueen
- Kimberly Patton - Feliciti OH